# Gretna (Flórida)
Gretna é uma cidade localizada no estado americano da Flórida, no condado de Gadsden. Foi incorporada em 1909.

## Geografia
De acordo com o United States Census Bureau, a cidade tem uma área de 15,62 km², onde 15,6 km² estão cobertos por terra e 0,2 km² por água.

### Localidades na vizinhança
O diagrama seguinte representa as localidades num raio de 24 km ao redor de Gretna.

## Demografia
Segundo o censo nacional de 2010, a sua população é de 1 460 habitantes e sua densidade populacional é de 93,6 hab/km². É a localidade que, em 10 anos, teve a maior redução populacional do condado de Gadsden. Possui 583 residências, que resulta em uma densidade de 37,4 residências/km².